# Остеосинтез

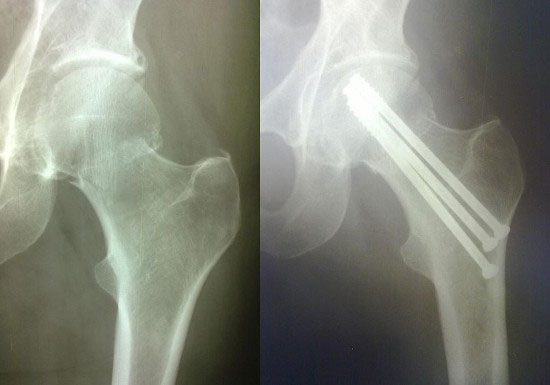
Остеосинтез винтами при переломе шейки бедра

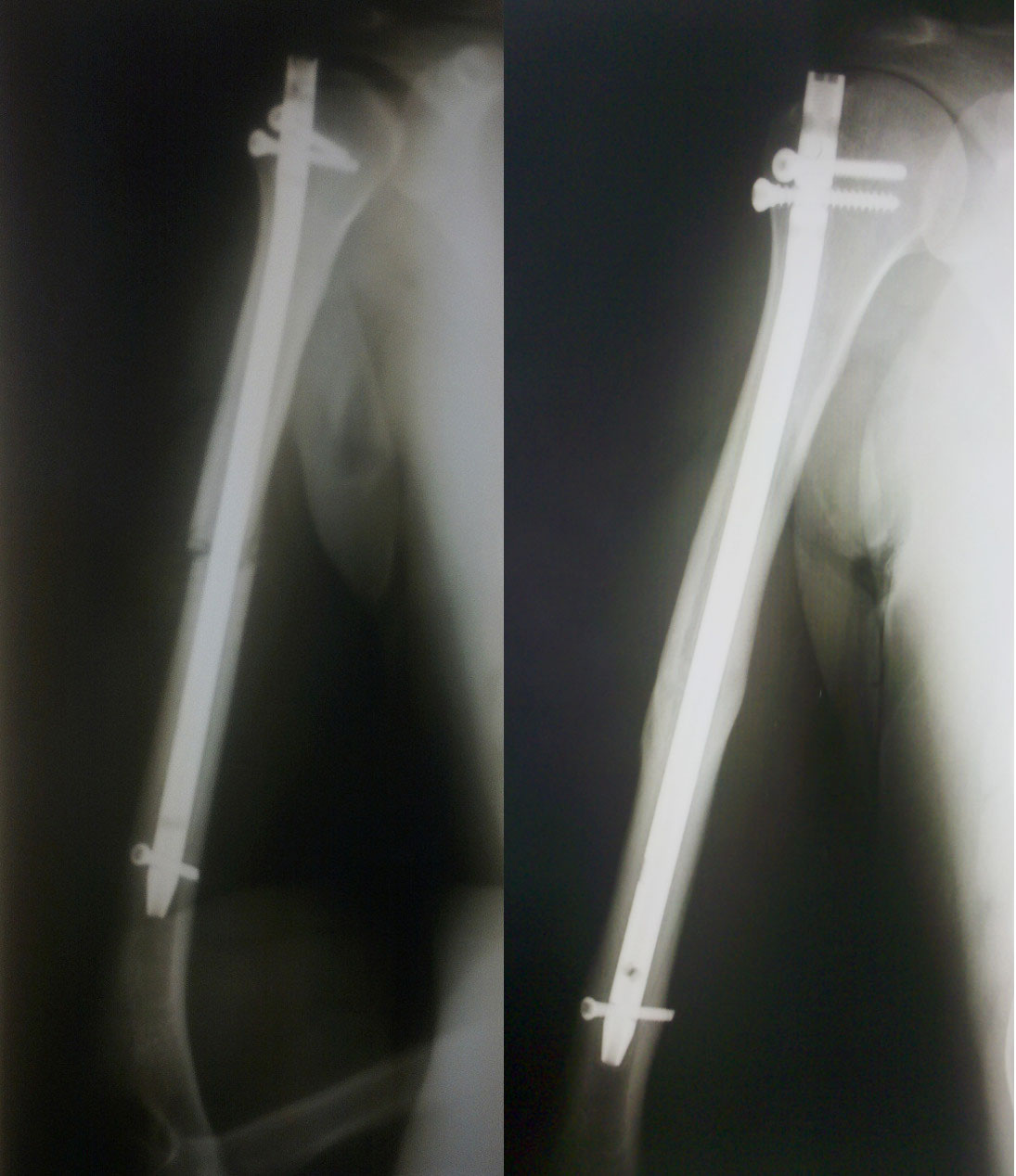
Остеосинтез плечевой кости. После операции и после сращивания.

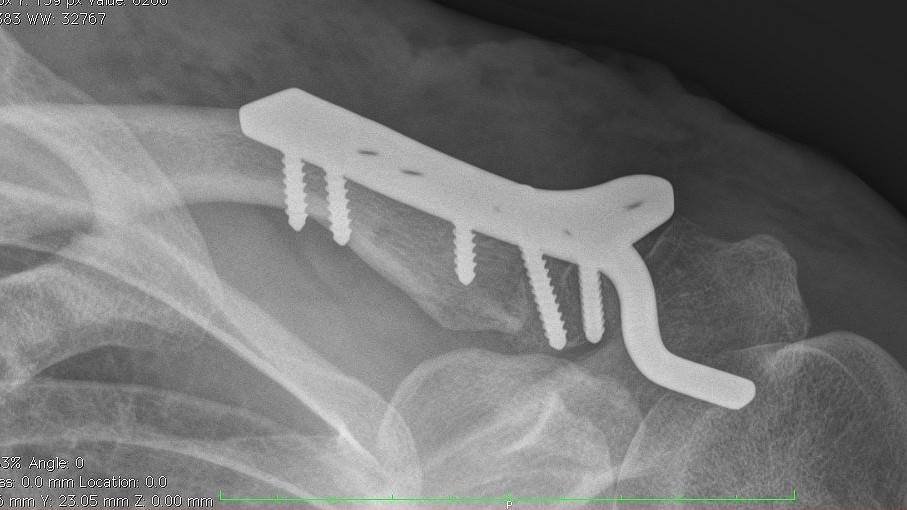
Рентгеновский снимок остеосинтеза при переломе ключицы.

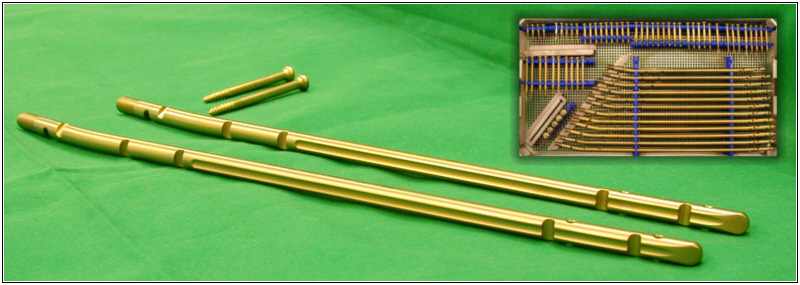
Гвозди из титанового сплава для вставки в голени со стопорными винтами. В верхнем правом углу показан в уменьшенном виде весь набор разной длины гвоздей и винтов.

Остеоси́нтез (др.-греч. ὀστέον — кость; σύνθεσις — сочленение, соединение) — хирургическая репозиция костных отломков при помощи различных фиксирующих конструкций, обеспечивающих длительное устранение их подвижности. Цель остеосинтеза — обеспечение стабильной фиксации отломков в правильном положении с сохранением функциональной оси сегмента, стабилизация зоны перелома до полного сращения.
Метод является одним из основных при лечении нестабильных переломов длинных трубчатых костей, а часто единственно возможным при внутрисуставных переломах с нарушением целостности суставной поверхности.
В качестве фиксаторов обычно используются штифты, гвозди, шурупы, винты, спицы и т. д., изготавливаемые из материалов, обладающих биологической, химической и физической инертностью.

## Классификация методов остеосинтеза
1. По времени постановки:
  1. первичные
  2. отсроченные
2. По способу введения фиксаторов:
  1. наружный чрескостный компрессионно-дистракционный
  2. погружной:
    1. накостный
    2. внутрикостный
    3. аппаратами внешней фиксации

Отдельно различают новый метод — ультразвуковой остеосинтез.

## Краткая характеристика методов остеосинтеза

### Наружный чрескостный компрессионно-дистракционный остеосинтез(ЧКДО)
Наружный чрескостный компрессионно-дистракционный остеосинтез выполняется при помощи компрессионно-дистракционных аппаратов (Илизарова, Волкова — Оганесяна, Гудушаури, Ткаченко, Обухова, Акулича и др.). Этот метод даёт возможность не обнажать зону перелома, возможность ходить с полной нагрузкой на нижнюю конечность, без риска смещения отломков, также не нужна гипсовая иммобилизация. Используются фиксаторы в виде металлических спиц или гвоздей, проведённых через отломки костей перпендикулярно к их оси.

##### Компрессионно-дистракционный остеосинтез в челюстно-лицевой хирургии
В настоящее время метод широко используется в челюстно-лицевой хирургии для устранения различных деформаций лица, связанных с недоразвитием и дефектами костей черепа.
С помощью компрессионно-дистракционных аппаратов соединяются костные фрагменты, полученные после остеотомии. Компрессия и дистракция выполняется при сохранении функции, что обеспечивает активные процессы остеогенеза, гистогенеза и ангиогенеза.
Применение КДО по сравнению с другими методами лечения имеет достаточно весомые преимущества:
- отсутствие осложнений, присущих методам костной пластики;
- восстановление симметрии лица достигается исключительно местными тканями;
- мягкие ткани постепенно адаптируются к новой форме костного скелета, что значительно снижает риск рецидива;
- значительно меньше травматичность операции и её длительность;
- меньше процент послеоперационных осложнений;
- в большинстве случаев достигается стойкий положительный функциональный и косметический результат.[1]

### Погружной остеосинтез
Погружной остеосинтез — это оперативное введение фиксатора кости непосредственно в зону перелома. В зависимости от расположения фиксатора по отношению к кости данный метод бывает внутрикостным (интрамедуллярным), накостным и чрескостным. Для внутрикостного остеосинтеза используют различные виды стержней (гвозди, штифты), для накостного — различные пластинки с винтами, шурупами, для чрескостного — винты, спицы. Нередко возможно сочетание этих видов остеосинтеза.

#### Внутрикостный остеосинтез
Внутрикостный (интрамедулярный) остеосинтез может быть закрытым и открытым. При закрытом после сопоставления отломков по проводнику через небольшой разрез вдали от места перелома вводят под рентген-контролем фиксатор. При открытом зону перелома обнажают, отломки репонируют и в костный канал сломанной кости вводят фиксатор.

#### Накостный остеосинтез
Накостный (экстрамедулярный) остеосинтез производят с помощью фиксаторов-пластин различной толщины и формы, соединяемых с костью при помощи шурупов и винтов. Иногда при накостном остеосинтезе в качестве фиксаторов возможно применение металлической проволоки, лент, колец и полуколец, крайне редко — мягкого шовного материала (лавсана, шёлка).

#### Чрескостный остеосинтез
При чрескостном остеосинтезе фиксаторы проводятся в поперечном или косопоперечном направлении через стенки костной трубки в зоне перелома.

## Показания
Абсолютные показания:
- переломы, не срастающиеся без оперативного вмешательства
- переломы, при которых есть риск повреждения костными отломками кожи, мышц, сосудов, нервов и т. д.
- неправильно сросшиеся переломы

Относительные показания:
- медленносрастающиеся переломы
- вторичное смещение отломков
- невозможность закрытой репозиции отломков
- коррекция плоскостопия
- вальгусная деформация

## Противопоказания
- открытые переломы с обширной зоной повреждения
- резкое загрязнение мягких тканей
- занесение инфекции в зону перелома
- общее тяжёлое состояние
- наличие тяжёлой сопутствующей патологии внутренних органов
- выраженный остеопороз
- декомпенсированная сосудистая патология конечностей
- заболевания нервной системы, сопровождающиеся судорогами

## Остеосинтез в ветеринарии
Соединение и удержание костных отломков могут быть достигнуты разными способами с использованием шёлка, кетгута, капрона, скрепок, пластмассовых, древесных и других штифтов, проволоки, пластин, шурупов, болтов, костных трасплантатов и т. д. При закрытых переломах остеосинтез следует выполнять не позднее чем через сутки после травмы, так как в более поздние сроки делать вытяжение и репозицию отломков труднее, при этом приходится дополнительно травмировать ткани. В случае открытых переломов операцию проводят как можно раньше, до развития клинических признаков инфекции.